# Hoa tiêu
Hoa tiêu là những người dẫn tàu công vụ, tàu cá, phương tiện thủy nội địa, tàu ngầm, tàu lặn, kho chứa nổi, giàn di động, thủy phi cơ và tàu quân sự qua vùng nước đã được chỉ đường (có hệ thống phao tiêu) vùng ven bờ, trên đường đi tới cảng và kênh dẫn tới cảng. Hoa tiêu cần phải biết tỉ mỉ những kênh biển, những thiết bị hàng hải và tất cả những nguy hiểm của đường hàng hải trong vùng mình chịu trách nhiệm.

## Phân hạng hoa tiêu
- Hoa tiêu hàng hải hạng Ba được phép dẫn các loại tàu biển có tổng dung tích đến 4000 GT và có chiều dài tối đa đến 115 m
- Hoa tiêu hàng hải hạng Nhì được phép dẫn các loại tàu biển có tổng dung tích đến 10.000 GT và có chiều dài tối đa đến 145 m
- Hoa tiêu hàng hải hạng Nhất được phép dẫn các loại tàu biển có tổng dung tích đến 20.000 GT và có chiều dài tối đa đến 175 m
- Hoa tiêu hàng hải Ngoại hạng được phép dẫn tất cả các loại tàu biển